# Отношение сигнал-към-шум
Отношението сигнал-към-шум (често обозначавано като SNR или S/N на английски: Signal-to-noise ratio) е мярка, използвана в науката и инженерството, за характеризиране в каква степен сигналът е обхванат от шум.
Дефинирано е като отношение на мощността на сигнала към мощността на шума обхващащ сигнала. Отношение по-високо от 1:1 показва сигнал надвишаващ шума. Отношението сигнал-към-шум е обикновено използвано за електрически сигнали, но може да бъде приложено към всякакъв вид сигнал (например ниво на изотопи в полярната шапка или биохимично сигнализиране между клетките).
Изразено с по-нетехническа терминология отношението сигнал-към-шум сравнява нивото на произволен сигнал (например музика) с нивото на фоновия шум. Колкото това отношение е по-голямо, толкова фоновият шум е по-малко забележим.

## Дефиниция
Отношение сигнал-към-шум е дефинирано като отношение между мощностите на сигнала (полезна информация) и фоновия шум (нежелан сигнал):
{\displaystyle \mathrm {SNR} ={\frac {P_{\mathrm {signal} }}{P_{\mathrm {noise} }}},}
където Psignal е средна мощност на сигнала, а Pnoise е средна мощност на шума. И двете, сигналът и шумът, трябва да бъдат измерени в една и съща или еквивалентна точка в системата, и в една и съща честотна лента на системата. Ако сигналът и шумът са измервани върху един и същ импеданс, тогава отношението сигнал-към-шум може да бъде получено чрез изчисляването на квадрата на отношението на амплитудите:
{\displaystyle \mathrm {SNR} ={\frac {P_{\mathrm {signal} }}{P_{\mathrm {noise} }}}=\left({\frac {A_{\mathrm {signal} }}{A_{\mathrm {noise} }}}\right)^{2},}
Където Asignal е средноквадратната (ефективната) амплитуда на сигнала (например ефективно напрежение), а Anoise е тази на шума. Тъй като доста сигнали имат много широк динамичен обхват, отношенията сигнал-към-шум са често изразявани с употребата на логаритмичната децибелна скала. Отношението сигнал-към-шум е дефинирано в децибели като:
{\displaystyle \mathrm {SNR_{dB}} =10\log _{10}\left({\frac {P_{\mathrm {signal} }}{P_{\mathrm {noise} }}}\right)={P_{\mathrm {signal,dB} }-P_{\mathrm {noise,dB} }},}
Което може да бъде записано още така:
{\displaystyle \mathrm {SNR_{dB}} =10\log _{10}\left({\frac {A_{\mathrm {signal} }}{A_{\mathrm {noise} }}}\right)^{2}=20\log _{10}\left({\frac {A_{\mathrm {signal} }}{A_{\mathrm {noise} }}}\right).}
Концепциите на Отношение сигнал-към-шум и динамичен обхват са тясно свързани. Динамичният обхват измерва отношението между най-големия недеформиран сигнал в канала и най-малкия детектируем сигнал, който в повечето случаи е нивото на шума. Отношение сигнал-към-шум измерва отношението между произволно ниво на сигнала (не непременно най-мощният възможен сигнал) и шума. Измерването на отношението сигнал-към-шум изисква избирането на представителен или еталонен сигнал. В звуко-инженерството, еталонен сигнал е обикновено синусоидална вълна със стандартизирано номинално или нормално ниво, такова като 1 kHz и ниво +4 dBu (1.228 VRMS).
|  | Тази страница частично или изцяло представлява превод на страницата Signal-to-noise ratio в Уикипедия на английски. Оригиналният текст, както и този превод, са защитени от Лиценза „Криейтив Комънс – Признание – Споделяне на споделеното“, а за съдържание, създадено преди юни 2009 година – от Лиценза за свободна документация на ГНУ. Прегледайте историята на редакциите на оригиналната страница, както и на преводната страница, за да видите списъка на съавторите. ВАЖНО: Този шаблон се отнася единствено до авторските права върху съдържанието на статията. Добавянето му не отменя изискването да се посочват конкретни източници на твърденията, които да бъдат благонадеждни. |